# 埃姆林根
埃姆林根（法語：Emlingen，法語發音：[ɛmliŋ(ɡ)ən] ⓘ）是法国上莱茵省的一个市镇，属于阿尔特基什区。 

## 地理
埃姆林根（47°37'25"N, 7°17'28"E）面积2.42 平方千米，位于法国大東部大區上莱茵省，该省份为法国东部内陆省份，是阿尔萨斯的一部分，今与下莱茵省组成了阿尔萨斯欧洲集体，其北临下莱茵省，西接孚日省，西南接贝尔福地区省，东侧沿莱茵河与德国相望，南与瑞士接壤。
与埃姆林根接壤的市镇（或旧市镇、城区）包括：瓦莱姆、吕姆什维莱尔、奥贝尔莫尔斯克维莱、塔格斯多夫、维特斯多夫。
埃姆林根的时区为UTC+01:00、UTC+02:00（夏令时）。

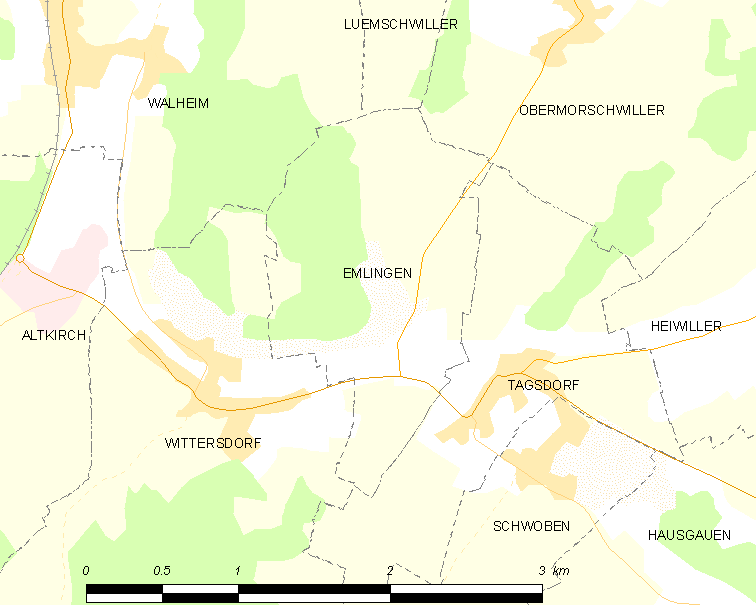
埃姆林根的OSM定位图

## 行政
埃姆林根的邮政编码为68130，INSEE市镇编码为68080。

## 政治
埃姆林根所属的省级选区为阿尔特基什县。

## 人口

1962-2008年间埃姆林根人口变化图示

埃姆林根于2022年1月1日时的人口数量为313人。